# Coke Zoo
Coke Zoo è un mixtape collaborativo del rapper marocchino-statunitense French Montana con il rapper statunitense Fetty Wap.
Il mixtape è stato annunciato nei primi giorni di ottobre del 2015, per poi essere pubblicato il 26 ottobre dello stesso anno.
È stato pubblicato dalle etichette Coke Boys Records, RGF, Maybach Music Group e 300 Entertainment.
L'11 gennaio 2016 è stato pubblicato il video ufficiale di Last of the Real Ones sul canale YouTube di WorldStar Hip-Hop.

## Antefatti
Il 9 ottobre 2015, il fratello di French Montana, CokeBoy Zack, è apparso su Revolt TV annunciando la pubblicazione del mixtape. Il 12 ottobre l'attrice Sanaa Lathan, ha pubblicato una prima versione della cover sul suo profilo Instagram.
I due rapper avevano recentemente accompagnato Chris Brown nel suo tour mondiale One Hell of a Nite Tour, assieme ai Migos, August Alsina e Omarion. Durante il tour, i due hanno registrato assieme 8 tracce, delle quali alcune hanno dato vita al mixtape.
Il titolo è un gioco di parole tra "Coke Boys" e "Zoo Gang", i rispettivi collettivi fondati dai due rapper.
La copertina è un'immagine dell'ingresso dello zoo privato che Pablo Escobar fece costruire alla sua Tenuta Nápoles.
Il mixtape è costituito da 5 tracce collaborative tra i due, 5 tracce soliste di French Montana e 2 tracce soliste di Fetty Wap.

## Recensioni
Coke Zoo ha ricevuto recensioni nella media dai critici musicali. Sheldon Pearce di Pitchfork ha lodato la chimica creatasi tra i due rapper ma ha avuto l'impressione che "Molte delle idee e delle sonorità di Coke Zoo suonano come dei b-sides e degli scarti di Fetty Wap".

## Tracce
1. First Time (feat. Puff Daddy) (French Montana solo) – 2:32 (musica: The MeKanics & AK-47)
2. Power – 3:29 (musica: NickEBeats & Peoples)
3. Freaky (feat. Monty) – 5:25 (musica: The MeKanics)
4. Whip It (feat. CokeBoy Zack) – 3:58 (musica: iBeatz e Metro Boomin)
5. Last of the Real Ones (feat. CokeBoy Zack) (French Montana solo) – 5:50 (musica: DZL)
6. Angel – 4:18 (musica: Yung Lan)
7. Sometimes – 2:51 (musica: Peoples)
8. Gangsta Way (feat. Chris Brown) (French Montana solo) – 3:42 (musica: Remo the Hitmaker)
9. Damn Chainz (feat. NittDaGritt) (Fetty Wap solo) – 3:45 (musica: RGF Productions)
10. Jamaican Trainer (Skit) – 0:42
11. My Squad (Fetty Wap solo) – 1:54 (musica: RGF Productions)
12. See Me (feat. Lil Durk) (French Montana solo) – 3:58 (musica: Bassivity)
13. Concentration (French Montana solo) – 2:48 (musica: The Mekanics & Mixx)